# Badminton na Letnich Igrzyskach Olimpijskich 2004 – gra mieszana
W konkurencji mieszanej w badmintonie na igrzyskach olimpijskich w Atenach wystartowały 23 pary z 17 krajów.

## Medaliści
| Złoty   | Zhang Jun and Gao Ling             | Chiny           |
| Srebrny | Nathan Robertson and Gail Emms     | Wielka Brytania |
| Brązowy | Jens Eriksen and Mette Schjoldager | Dania           |

## Wyniki

### 1/16 finału
| Zawodnik 1                                | Wynik              | Zawodnik 2                           |
| ----------------------------------------- | ------------------ | ------------------------------------ |
| Kim Dong-moon & Ra Kyung-min              |                    | wolny los                            |
| Chris Bruil & Lotte Bruil                 |                    | wolny los                            |
| Jonas Rasmussen & Rikke Olsen             |                    | wolny los                            |
| Daniel Shirley & Sara Petersen            | 15:4, 15:6         | Philippe Bourret & Denyse Julien     |
| Nathan Robertson & Gail Emms              |                    | wolny los                            |
| Björn Siegemund & Nicol Pitro             | 15:5, 8:15, 15:4   | Travis Denney & Kate Wilson-Smith    |
| Chen Qiqiu & Zhao Tingting                |                    | wolny los                            |
| Anggun Nugroho & Eny Widiowati            | 12:15, 15:7, 15:5  | Nikołaj Zujew & Marina Jakuszewa     |
| Robert Blair & Natalie Munt               | 13:15, 15:7, 15:13 | Tadashi Ohtsuka & Shizuka Yamamoto   |
| Nova Widianto & Vita Marissa              |                    | wolny los                            |
| Jens Eriksen & Mette Schjoldager          | 15:13, 2:15, 15:5  | Svetoslav Stoyanov & Victoria Wright |
| Kim Yong-hyun & Lee Hyo-jung              |                    | wolny los                            |
| Fredrik Bergström & Johanna Persson       | 15:17, 15:11, 15:4 | Mike Beres & Jody Patrick            |
| Sudket Prapakamol & Saralee Thungthongkam |                    | wolny los                            |
| Tsai Chia-hsin & Cheng Wen-hsing          | 15:3, 15:3         | Chris Dednam & Antoinette Uys        |
| Zhang Jun & Gao Ling                      |                    | wolny los                            |

### 1/8 finału
| Zawodnik 1                          | Wynik              | Zawodnik 2                                |
| ----------------------------------- | ------------------ | ----------------------------------------- |
| Kim Dong-moon & Ra Kyung-min        | 15:4, 15:6         | Chris Bruil & Lotte Bruil                 |
| Jonas Rasmussen & Rikke Olsen       | 15:13, 15:9        | Daniel Shirley & Sara Petersen            |
| Nathan Robertson & Gail Emms        | 15:11, 15:4        | Björn Siegemund & Nicol Pitro             |
| Chen Qiqiu & Zhao Tingting          | 15:2, 15:3         | Anggun Nugroho & Eny Widiowati            |
| Nova Widianto & Vita Marissa        | 15:8, 15:12        | Robert Blair & Natalie Munt               |
| Jens Eriksen & Mette Schjoldager    | 6:15, 15:12, 15:13 | Kim Yong-hyun & Lee Hyo-jung              |
| Fredrik Bergström & Johanna Persson | 3:15, 17:15, 15:3  | Sudket Prapakamol & Saralee Thungthongkam |
| Zhang Jun & Gao Ling                | 15:5, 15:2         | Tsai Chia-hsin & Cheng Wen-hsing          |

### 1/4 finału
| Zawodnik 1                       | Wynik       | Zawodnik 2                          |
| -------------------------------- | ----------- | ----------------------------------- |
| Jonas Rasmussen & Rikke Olsen    | 17:15, 15:8 | Kim Dong-moon & Ra Kyung-min        |
| Nathan Robertson & Gail Emms     | 15:8, 17:15 | Chen Qiqiu & Zhao Tingting          |
| Jens Eriksen & Mette Schjoldager | 15:12, 15:8 | Nova Widianto & Vita Marissa        |
| Zhang Jun & Gao Ling             | 15:3, 15:1  | Fredrik Bergström & Johanna Persson |

### 1/2 finału
| Zawodnik 1                   | Wynik       | Zawodnik 2                       |
| ---------------------------- | ----------- | -------------------------------- |
| Nathan Robertson & Gail Emms | 15:6, 15:12 | Jonas Rasmussen & Rikke Olsen    |
| Zhang Jun & Gao Ling         | 15:9, 15:5  | Jens Eriksen & Mette Schjoldager |

### o 3. miejsce
| Zawodnik 1                    | Wynik      | Zawodnik 2                       |
| ----------------------------- | ---------- | -------------------------------- |
| Jonas Rasmussen & Rikke Olsen | 15:5, 15:5 | Jens Eriksen & Mette Schjoldager |

### Finał
| Zawodnik 1           | Wynik              | Zawodnik 2                    |
| -------------------- | ------------------ | ----------------------------- |
| Zhang Jun & Gao Ling | 15:1, 12:15, 15:12 | Jonas Rasmussen & Rikke Olsen |